# Baptiste Tavernier
 (septembre 2018).
Baptiste Tavernier, né à Vaison-la-Romaine le 14 décembre 1981, est un enseignant d'arts martiaux japonais, un compositeur et un artiste français.

## Profil
Né d'un père médecin et d'une mère infirmière dans le sud de la France, il apprend la percussion et le saxophone dès son plus jeune âge à l'école de musique de Vaison-la-Romaine. C'est à l'école primaire qu'il développe une passion prononcée pour les labyrinthes. Après une maîtrise de musicologie (composition) à l'université Montpellier 3 Paul Valery, il étudie les arts numériques et la composition à l'université Paris 8 Vincennes – Saint-Denis sous la direction d'Horacio Vaggione et José Manuel López López. Il collabore au CICM, le Centre de recherche en informatique et création musicale, Paris. Il part en 2006 au Japon où il intègre pour six ans l'Université Internationale du budō.
Au Japon, il se consacre à l'étude de différents arts martiaux, notamment le naginata, le jūkendō et le tankendō et suit l'enseignement de plusieurs écoles traditionnelles. Dans le même temps, il apprend la réparation d'armures japonaises et étudie la laque et les techniques de laçage odoshi. Il obtient en outre une licence d'Ikebana de l'école Ikenobō.
À partir de 2010, il fusionne ces différentes influences et commence à peindre des tableaux autour du thème du labyrinthe.

## Activités artistiques

### Musique
- 2004 : création de 10 pièces éphémères, pour violoncelle et caisse claire, Théâtre Gérard-Philipe à Saint-Denis (Seine-Saint-Denis).
- 2005 : création de Linéaments, pièce pour violoncelle seul, commande de l’école de musique et de danse de la Communauté de communes Pays Vaison Ventoux.
- 2009 : Sphères, pour shakuhachi, voix et musique électronique[3].
- 2012 : Kamakura Jūniso, pour shakuhachi solo[4].

### Arts plastiques
Si Tavernier explore de nombreux média (peinture, encre, photographie ou vidéo), ses œuvres restent invariablement centrées sur le thème du labyrinthe. Il jongle entre un style abstrait parfois proche de l'abstraction géométrique ou des motifs aborigènes d'Australie, et un style « cartographique » représentant des villes sous forme de labyrinthe, en vue aérienne. Après plusieurs années de formation, il présente sa première exposition solo en 2015 à Miami : Exploring Labyrinths - Gold. Il collabore la même année à la revue d'art et de poésie 7x7  avec Not an Exit. Il reçoit un prix en 2016 lors du Tokyo International Art Fair . En 2017, il présente sa première exposition rétrospective à Taipei, Past Corridors.

## Arts martiaux
Il participe à plusieurs projets de recherches pour l'université internationale du Budo (en) et pour l'Académie des budo japonais. Ces activités le conduisent à intervenir fréquemment sur la télévision publique japonaise NHK pour l'émission Sports Japan. En 2014, il publie Les contes du samouraï et en 2016, Trente-cinq articles sur la stratégie, une traduction et étude de textes de stratégie militaire de Miyamoto Musashi. Il contribue également à la revue spécialisée Kendo World,,,,,.
Il possède un 5e dan de tankendō, un 4e dan de jūkendō, un 4e dan de naginata et un 2e dan de battōdō.